# Hugh McFadyen
Pour les articles homonymes, voir Macfadyen.
Hugh Daniel McFadyen (né le 31 mai 1967) est un homme politique canadien. Il est le chef de l'Opposition à l'Assemblée législative du Manitoba et chef du Parti progressiste-conservateur du Manitoba.
McFadyen a travaillé comme avocat, conseiller politique (pour l'ancien premier ministre manitobain Gary Filmon et l'actuel maire de Winnipeg Sam Katz). Il est le neveu de l'ancienne ministre provinciale progressiste-conservatrice Linda McIntosh.
Le 23 février 2006, McFadyen est le premier candidat à annoncer qu'il cherchait à succéder à Stuart Murray (en) à la tête du Parti progressiste-conservateur du Manitoba. Il est élu par les militants le 29 avril.
McFadyen a conduit les progressistes-conservateurs à l'élection provinciale du 4 octobre 2011, dans lequel le parti n'a pas réussi à faire des gains, de se retrouver de nouveau avec dix-neuf sièges comme à l'élection provinciale de 2007. Il a annoncé sa démission comme chef du parti lors de son discours de concession.